# Universidad de Indonesia

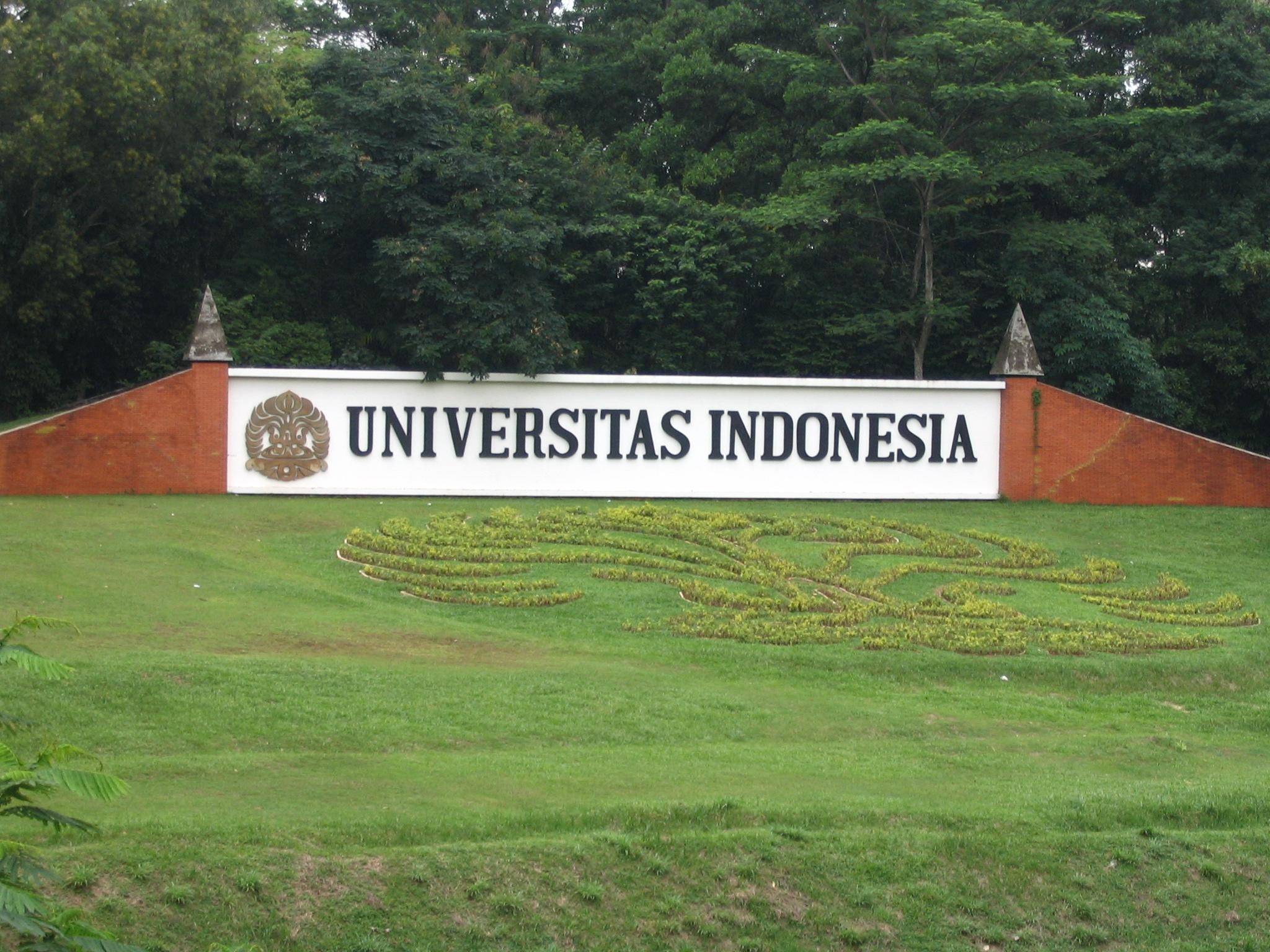

La Universidad de Indonesia, o Universitas Indonesia (UI) en lengua indonesia, es una universidad pública de Depok, Java Occidental y Salemba, Yakarta, Indonesia. Es una de las instituciones educativas de nivel terciario más antiguas de Indonesia (conocida como Indias Orientales Holandesas cuando se fundó la UI), y suele considerarse una de las universidades más prestigiosas de Indonesia, junto con la Universidad Gadjah Mada y el Instituto de Tecnología de Bandung. En el QS World Universities Ranking de 2024, la UI ocupa el 1er puesto en Indonesia, el 49º en Asia y el 237º en el mundo.
La universidad adquirió renombre debido a que sus movimientos estudiantiles han tenido una participación notable en la revolución de 1966 y los movimientos de reforma política de 1998.

## La Institución

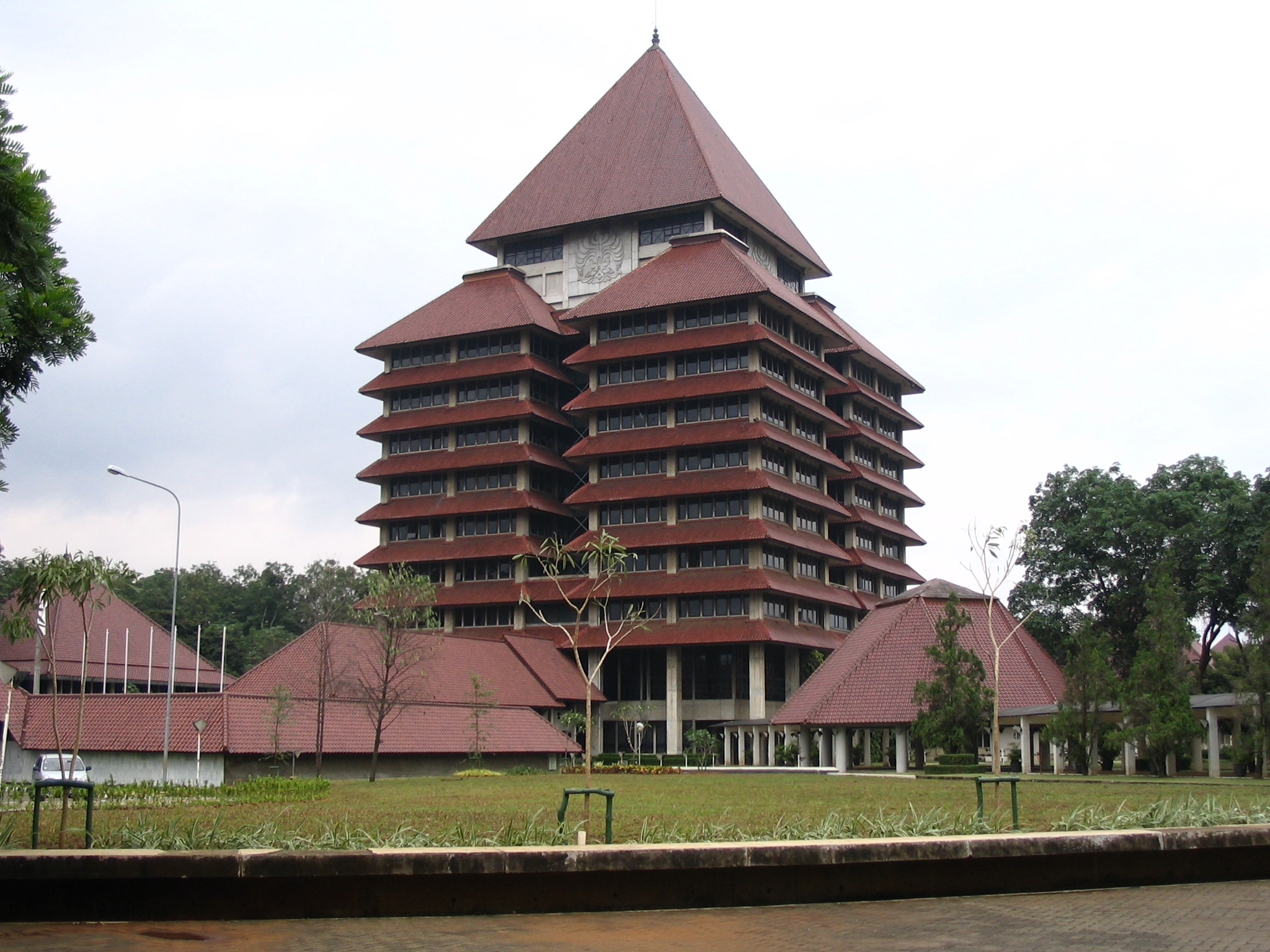
Edificio de la rectoría.

Fundada en 1950, es una de las universidades más antiguas de Indonesia, cuenta con 12 facultades, un instituto de postgrados. Actualmente asisten a ella unos 30 mil estudiantes de Indonesia y de otras nacionalidades. La mayoría de los estudiantes extranjeros vienen de países de Asia como Corea, Japón, China, Taiwán, Turquía, India, Australia y también de Canadá y los Estados Unidos.

## Historia

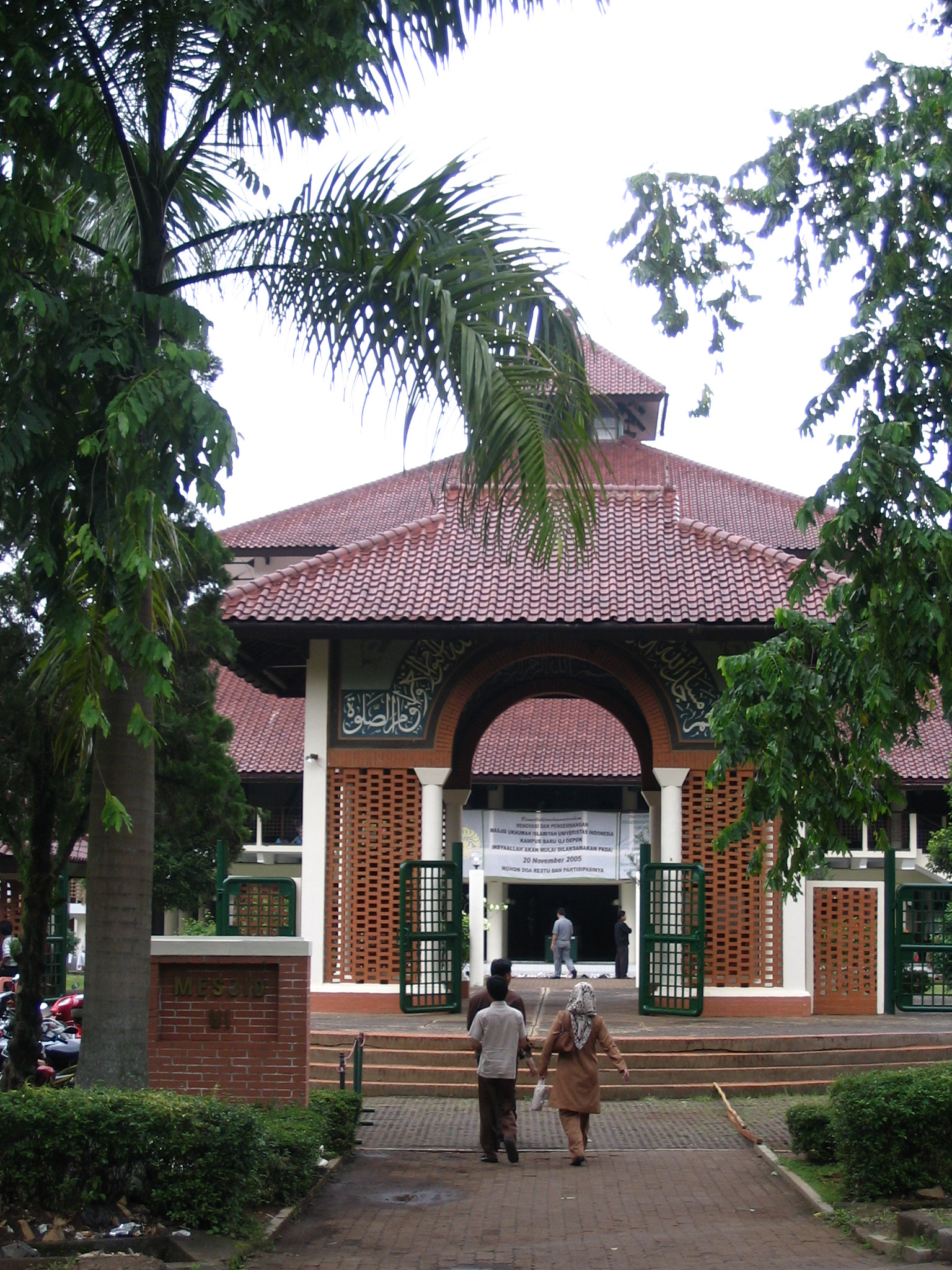
Mezquita Ukhuwah Islamiyah en medio del Campus.

Los orígenes de la UI se remontan a la Escuela de Ciencias de la Salud y Vacunas (Opleiding van eleves voor de genees-en helkunde en vaccine), creada el 2 de enero de 1849 en virtud de un decreto del Gobernador de las Indias Orientales Neerlandesas. En aquella época, el gobierno colonial de las Indias Orientales Neerlandesas creó una escuela para formar asistentes médicos. La formación duraba dos años, y los graduados obtenían el certificado para ejercer la medicina básica. Estos graduados recibían el título de médico javanés (Dokter Jawa) y sólo estaban autorizados a ejercer dentro de las Indias Orientales Neerlandesas, especialmente Java. El programa se hizo más completo; en 1864 se amplió a tres años, y en 1875 había alcanzado los siete años y los graduados tenían derecho al título de Doctor en Medicina.
El siguiente paso se dio en 1898, cuando el gobierno de las Indias Orientales Holandesas creó una nueva escuela para formar médicos, llamada STOVIA (School tot Opleiding van Inlandsche Artsen). La escuela se inauguró en marzo de 1902, en un edificio que hoy es el Museo del Despertar Nacional. El requisito para ingresar en STOVIA era más o menos el equivalente a un título de bachillerato. La escolarización duraba nueve años, por lo que era una mezcla entre educación secundaria y universitaria. La educación en STOVIA duraba 9 años: 3 años de secundaria, 3 años de bachillerato y 3 años de diplomatura. Muchos graduados de STOVIA desempeñaron posteriormente papeles importantes en el movimiento nacional de Indonesia hacia la independencia, así como en el desarrollo de la educación médica en Indonesia.
En 1924, el gobierno colonial decidió abrir un nuevo centro de enseñanza superior, la RHS (Rechts Hogeschool), para formar a oficiales y funcionarios civiles. Más tarde, la RHS se convertiría en la Facultad de Derecho. En 1927, el estatus de STOVIA pasó a ser el de una institución de nivel terciario completo y su nombre cambió a GHS (Geneeskundige Hogeschool). La GHS ocupaba el mismo edificio principal y utilizaba el mismo hospital docente que la actual Facultad de Medicina. Muchos antiguos alumnos de la GHS participarían posteriormente en la creación de la Universidad de Indonesia.
Tras la independencia de Indonesia, el 19 de agosto de 1945 se creó en Yakarta el Instituto Indonesio de Enseñanza Superior (BPTRI). El BPTRI contaba con dos facultades (entonces denominadas escuelas superiores), a saber, la Escuela Superior de Medicina y la Escuela Superior de Derecho/Letras. El presidente del BPTRI era el Prof. Dr. Sarwono Prawirohardjo. La Facultad de Medicina se inauguró oficialmente el 1 de octubre de 1945.: 12  Ese mismo año, el instituto produjo sus primeros 90 estudiantes graduados como médicos. Cuando el ejército colonial holandés ocupó Yakarta a finales de 1945, el BPTRI se trasladó a Klaten, Surakarta, Yogyakarta, Surabaya y Malang. El 21 de junio de 1946, la Administración Civil de las Indias Holandesas (NICA) estableció la Nood Universiteit o Universidad de Emergencia en Yakarta. En 1947, el nombre cambió a Universiteit van Indonesië (UVI) o Universitas Indonesia. Tras la Revolución Nacional Indonesia, el gobierno creó una universidad estatal en Yakarta en febrero de 1950. Su nombre fue Universiteit Indonesia, que comprendía las unidades BPTRI y la antigua UVI, que más tarde se transformó en Universiteit Indonesia (UI).
La Universiteit Indonesia inició oficialmente sus actividades el 2 de febrero de 1950 con su primer presidente (ahora rebautizado como rector) Ir. R.M. Pandji Soerachman Tjokroadisoerio. La oficina del Presidente de la Universiteit Indonesia tuvo su sede inicialmente en Yakarta, precisamente en el edificio de la Facultad de Medicina, en Jl. Salemba Raya no. 6, y después se trasladó a uno de los edificios de la antigua fábrica Madat, en Jl. Salemba Raya no. 4, Yakarta. El 2 de febrero de 1950 fue la fecha de nacimiento de la Universitas Indonesia. Inicialmente, la UI era una universidad multicampus, con facultades en Yakarta (Medicina, Derecho y Letras), Bogor (Agronomía y Veterinaria), Bandung (Ingeniería, Matemáticas y Ciencias Naturales), Surabaya (Medicina y Odontología) y Makassar (Economía y Derecho). El campus de Surabaya se convirtió en la Universidad de Airlangga en 1954. Al año siguiente, el campus de Makassar se convirtió en la Universidad de Hasanuddin.
En 1955, se aprobó la Ley nº 10 sobre el cambio de las palabras universiteit, universitet y universitit, por lo que desde entonces, Universiteit Indonesia pasó a llamarse oficialmente Universitas Indonesia.
En 1959, el campus de Bandung se convirtió en el Instituto de Tecnología de Bandung. La Escuela de Educación Física, que también estaba en Bandung, pasó a formar parte de la Universidad de Padjadjaran en 1960. En 1964, el campus de Bogor se convirtió en el Instituto Agrícola de Bogor y la Facultad de Magisterio y Educación de Yakarta pasó a ser el Instituto de Magisterio y Educación (actual Universidad Estatal de Yakarta). En 1965, la IU constaba de tres campus, todos en Yakarta: Salemba (Medicina, Odontología, Economía, Ingeniería, Ciencias y la Escuela de Postgrado), Rawamangun (Letras, Derecho, Ciencias Sociales y Psicología) y Pegangsaan (Salud Pública y partes de Medicina). En 1987, varias facultades de los campus de Salemba y Rawamangun se trasladaron a un campus de nueva construcción en las afueras de Yakarta. El campus del sur de Yakarta se conoce como campus Depok (está en la ciudad de Depok).
En el año 2007-2008, Universitas Indonesia experimentó una reforma sustancial. Los ingresos aumentaron significativamente de 800.000 millones a 1,6 billones de rupias.[cita requerida] El número de publicaciones de investigación ha aumentado. Lo mismo ocurre con el fondo de dotación de la universidad.
Según la encuesta de 2008 de Globe Asia, la UI ocupó el primer puesto entre las mejores universidades de Indonesia. Este informe ha sido respaldado por una destacada revista indonesia Tempo', que realizó una encuesta y un análisis para clasificar las universidades y la educación en Indonesia. Universitas Indonesia ha mejorado su colaboración en materia de investigación con socios internacionales.
En agosto de 2008, la universidad ganó el premio Indonesia ICT al campus inteligente con mejor contenido y aplicación. En términos de accesibilidad y conectividad, Universitas Indonesia ha sido galardonada porque el 90% de la superficie de la universidad está cubierta por infraestructuras y servicios informáticos con su conexión de 305 Mbit/s. a Internet, y su conexión de 155 Mbit/s. a la Red de Investigación de Educación Superior de Indonesia (Inherent).

## Campus

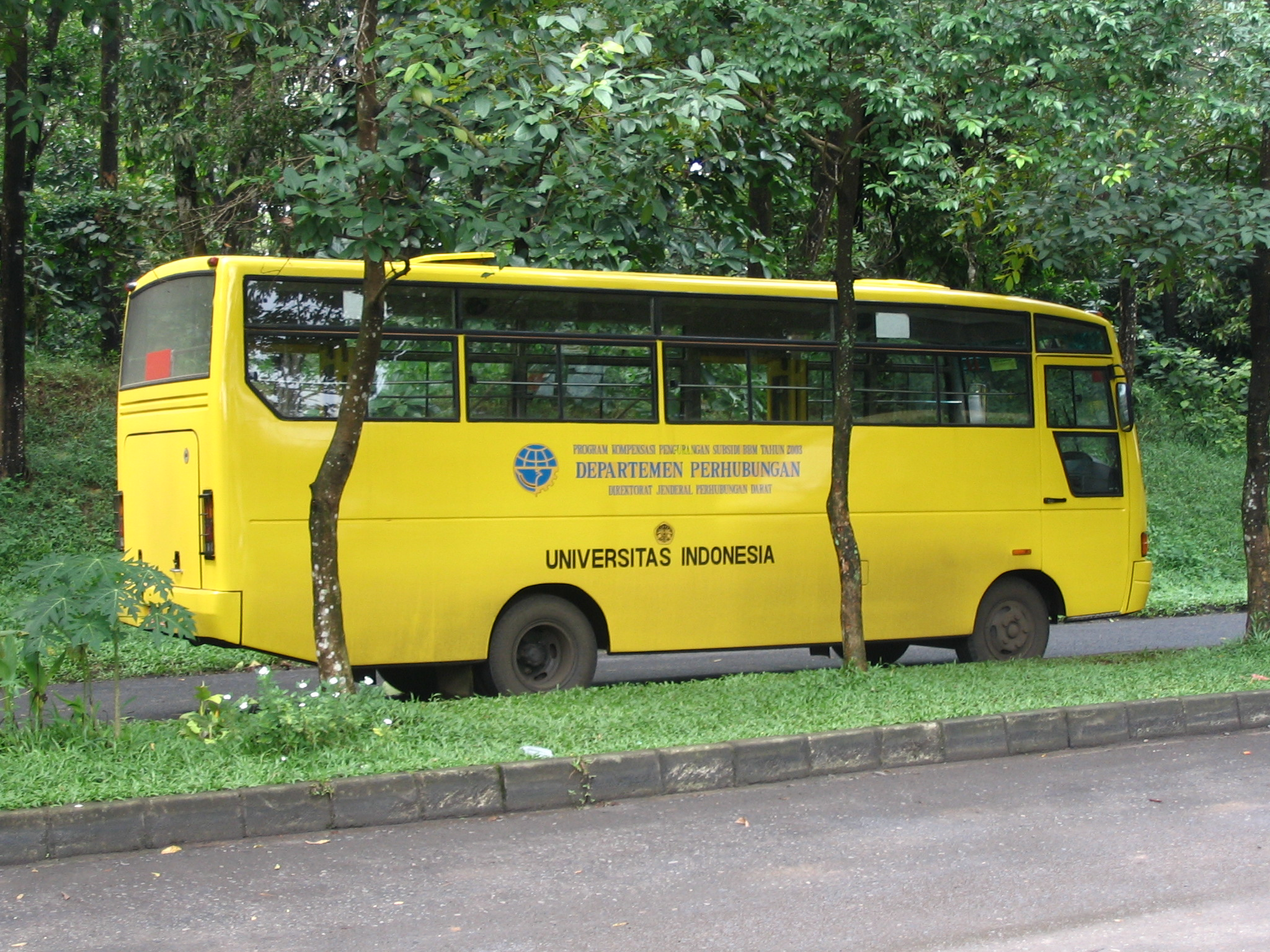
Transporte dentro del Campus.

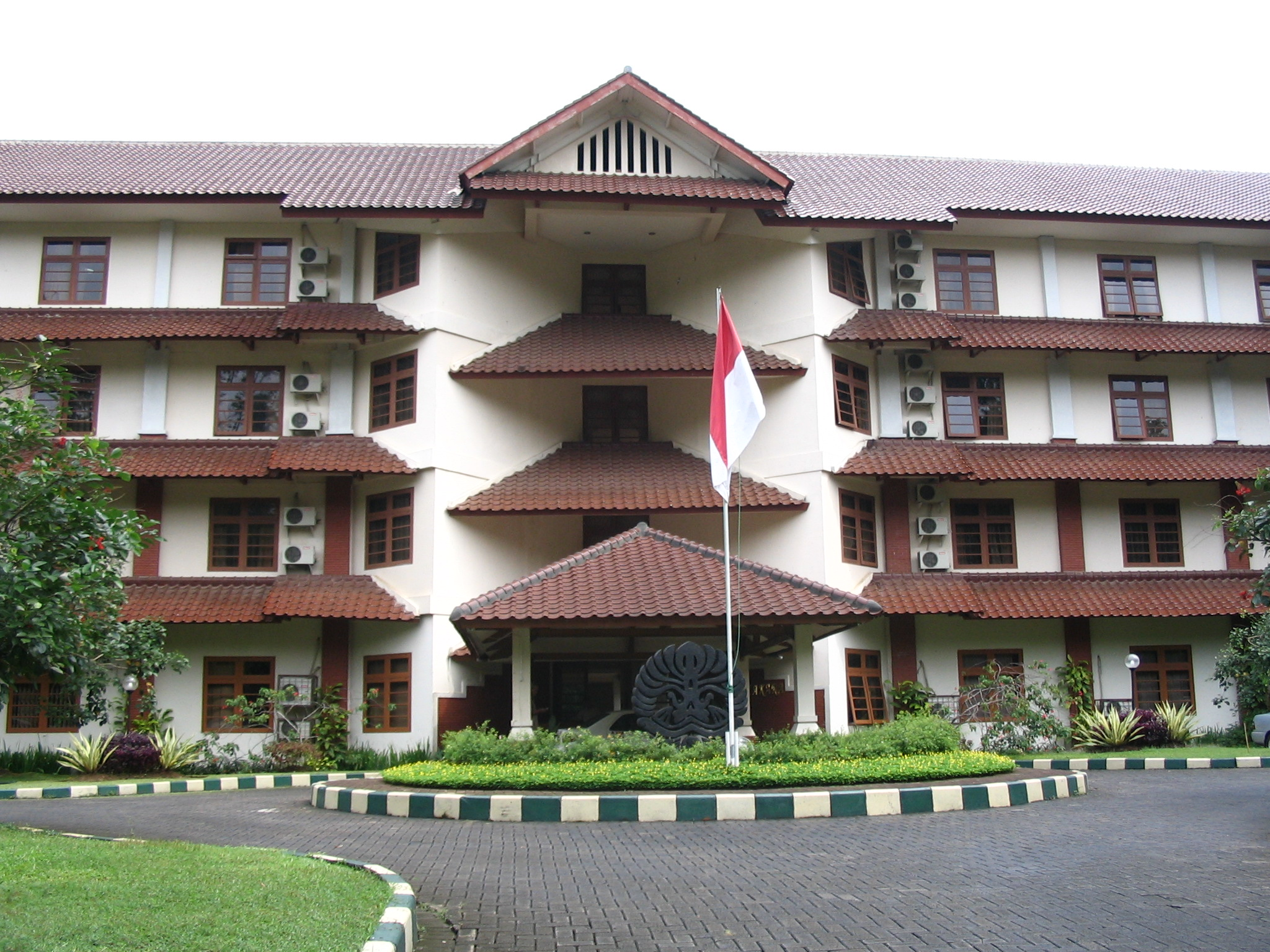
Hotel Wisma Makara, alojamiento para estudiantes internacionales.

La Universidad de Indonesia tiene dos campus, uno ubicado en el centro de Yakarta (Campus de Salemba) y el otro ubicado en la ciudad de Depok. El campus de Salemba está dedicado principalmente para las facultades de Medicina y de Salud dental. 
El campus de Depok, construido en 1980, al sur de Yakarta, es el más importante por su extensión y porque allí se ubican las oficinas administrativas. Las facultades más importantes de la institución tienen su sede en Depok, entre ellas están las facultades de ingeniería, psicología, literatura, economía, ciencias sociales, política y derecho.
El Campus de Depok es bastante reconocido por su belleza, su bosque y lagos. Cuenta con muchos servicios y facilidades para la vida social como la Mezquita de Ukhuwah Islamiyah, el Hotel Wisma Makara (en español:Casa Makara) para visitantes a seminarios y simposios, residencias estudiantiles, un gran número de restaurantes y cafés, la estación del tren, además rutas internas de buses que el visitante puede usar gratis para trasladarse de un sitio a otro dentro del Campus.
Existe un convenio entre las autoridades de tránsito y la administración del campus para usar las avenidas y calles de éste para campañas educativas de conducción y para el entrenamiento de oficiales de tránsito en nuevas normas. Así, los programas de tránsito se ponen a prueba y se experimentan en campus, y una vez mejorados y aprobados se usan después como modelo para el resto del área metropolitana de Yakarta.

## Facultades
La universidad cuenta con 12 facultades distribuidas entre los dos campus:
- Facultad de Medicina - (Fakultas Kedokteran, FK) Campus de Salemba
- Facultad de Odontología - (Fakultas Kedokteran Gigi, FKG) Campus de Salemba
- Facultad de Matemáticas y Ciencias Naturales - (Fakultas Matematika dan Ilmu Pengetahuan Alam, FMIPA)
- Facultad de Derecho - (Fakultas Hukum, FH)
- Facultad de Psicología - (Fakultas Psicologi, FPsi)
- Facultad de Ingeniería - (Fakultas Teknik, FT)
- Facultad de Economía - (Fakultas Economi, FE)
- Facultad de Salud Pública - (Fakultas Kesehatan Masyarakat, FKM)
- Facultad de Ciencias Sociales y Políticas - (Fakultas Ilmu Sosial dan Ilmu Politik, FISIP)
- Facultad de Ciencias Culturales - (Fakultas Ilmu Pengeahuan Budaya, FIB)
- Facultad de Ciencias de Computadores - (Fakultas Ilmu Komputer, Fasilkom)
- Facultad de Enfermería - (Fakultas Ilmu Keperawatan, FIK)